# Greenhead
Greenhead è un paese della contea del Northumberland, in Inghilterra.